# 苍白菝葜
苍白菝葜（学名：Smilax aberrans var. retroflexa）为百合科菝葜属下的一个变种。

## 扩展阅读
- 維基物種上的相關：苍白菝葜